# Epidendrum carvalhoi
Epidendrum carvalhoi là một loài thực vật có hoa trong họ Lan. Loài này được Toscano mô tả khoa học đầu tiên năm 2000.